# Synagoge (Moringen)
Die ehemalige Synagoge in Moringen ist ein im Sommer 1838 eingeweihter und bis 1937 als Synagoge genutzter Fachwerkbau im Landkreis Northeim.

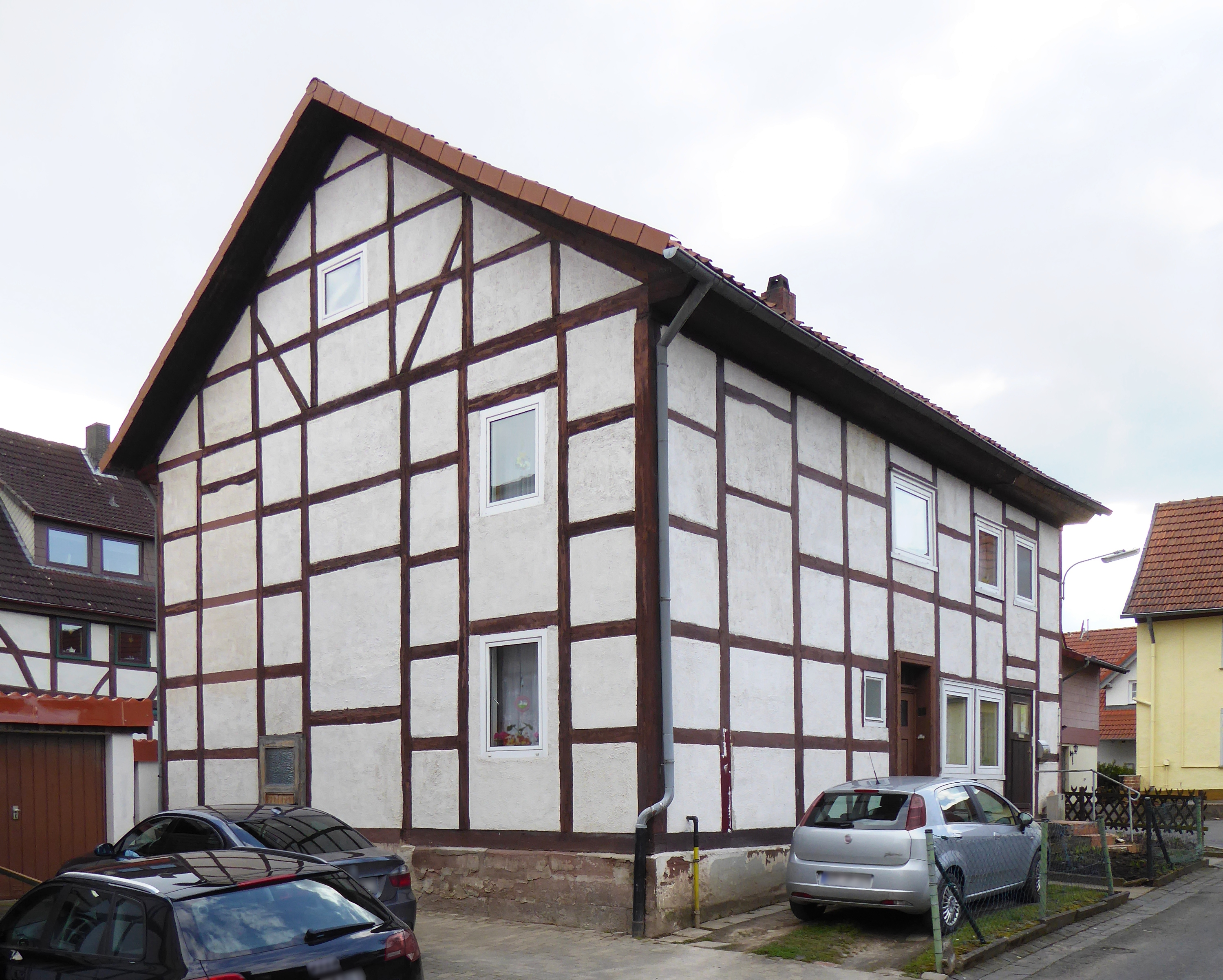
Ehemaliges Synagogengebäude in Moringen, Nordostansicht

## Baubeschreibung
Es handelt sich um ein frei stehendes Gebäude in der Ortsmitte, am Ende einer Stichstraße (Schneehof 1). Die Synagoge hatte eine Grundfläche von etwa 8 × 10 Metern. Es gab jeweils drei große Fensterbahnen an den Längsseiten im Norden und Süden; der Haupteingang befand sich zentral auf der Westseite und genau gegenüber stand der Toraschrein an der Ostwand. Dies alles lässt sich im Fachwerk der Außenwände noch heute nachvollziehen.

## Umnutzung als Wohnhaus
Die Repressionen der NS-Diktatur führten auch in Moringen dazu, dass sich die jüdische Gemeinde auflöste und ihre Mitglieder in städtische Zentren abwanderten. Bereits 1937 wurde die Moringer Synagoge verkauft und fortan durch Entfernung der Empore, Einzug einer Zwischendecke und Einfügung kleiner Fenster anstelle der hohen Synagogenfenster als Wohnhaus genutzt. So war das Gebäude von den Novemberpogromen 1938 nicht betroffen.